# Финал Кубка Гагарина 2024
Финал Кубка Гагарина 2024 — решающая серия розыгрыша плей-офф Кубка Гагарина в сезоне Континентальной хоккейной лиги 2023/2024. В финале приняли участие чемпионы Восточной и Западной конференций, магнитогорский «Металлург» и ярославский «Локомотив» соответственно.
«Локомотив» впервые за 15 лет сыграл в финале Кубка Гагарина. В финале плей-офф Кубка Гагарина 2009 года они уступили в семи матчах казанскому «Ак Барсу». Кроме того, именно в том сезоне нынешние соперники единственный раз в истории встретились в плей-офф: в полуфинале ярославский «Локомотив» переиграли магнитогорский «Металлург» 4-1 в серии.
Обладателем Кубка Гагарина в третий раз в своей истории стал магнитогорский «Металлург», обыгравший «Локомотив» в четырёх матчах. Во второй раз в истории КХЛ финал Кубка Гагарина завершился сухой победой в серии.

## Формат финала
Финальная серия состояла из максимум из семи игр и шла до четырёх побед, в формате Д-Д-Г-Г-Д-Г-Д. Преимущество домашней площадки получила команда, занявшая наивысшее место в лиге по итогам регулярного сезона. В случае ничейного результата по итогам основного времени матча назначается 20-минутный овертайм в формате «пять на пять» до первой заброшенной шайбы. Количество овертаймов не ограничено.

## Предыдущее участие в финале
В данной таблице учитываются только финалы Кубка Гагарина (с 2009 года).
| Команда     | Предыдущие финалы (победы выделены) |
| ----------- | ----------------------------------- |
| «Металлург» | 4 (2014, 2016, 2017, 2022)          |
| «Локомотив» | 1 (2009)                            |

## Путь к финалу

### Металлург
Металлург занял первое место в своей конференции и во всей лиге, набрав 95 очков и заимел 69,9 % побед. Магнитогорский клуб мог выиграть Кубок Континента, но до трофея им не хватило лишь трех очков.
- В четвертьфинале Восточной конференции Металлург обыграл хабаровский Амур 4-2 в серии[3].
- В четвертьфинале Кубка Гагарина Металлург обыграл московский Спартак 4-2 в серии[3].
- В полуфинале Кубка Гагарина Металлург обыграл екатеринбургский Автомобилист 4-3 в серии[3].

### Локомотив
Локомотив занял третье место в своей конференции и четвертое во всей лиге, набрав 93 очка и заимел 68,4 % побед. Ярославский клуб тоже мог выиграть Кубок Континента, но до трофея им не хватило чуть больше очков, чем магнитогорскому клубу — 5 очков.
- В четвертьфинале Западной конференции Локомотив обыграл московский ЦСКА 4-1 в серии[3].
- В четвертьфинале Кубка Гагарина Локомотив обыграл омский Авангард 4-3 в серии[3].
- В полуфинале Кубка Гагарина Локомотив обыграл челябинский Трактор 4-0 в серии[3].

### Предыдущие встречи команд
Эта встреча стала второй для «Металлурга» и «Локомотива» в истории плей-офф Кубка Гагарина. Первая встреча в плей-офф между нынешними соперниками состоялась в полуфинале плей-офф Кубка Гагарина 2009 года. В той серии победу одержала команда из Ярославля, закончив серию со счётом 4-1. В регулярном чемпионате сезона 2023/24 команды дважды скрещивали клюшки: 25 сентября «Локомотив» оказался сильнее на своей площадке (4-1), в повторном мачте в Магнитогорске сильнее так же оказались хозяева (5-3).
Интересной особенностью очных встреч команд являлось то, что ярославцы не одерживали побед над «Металлургом» в выездных матчах начиная с 2013 года — тогда подопечные Петра Воробьёва обыграли хозяев в серии буллитов.

## Арены
| Магнитогорск       | Арена Металлург Арена 2000Арены финала Кубка Гагарина 2024 | Ярославль          |
| Арена Металлург    | Арена Металлург Арена 2000Арены финала Кубка Гагарина 2024 | Арена 2000         |
| Вместимость: 7 500 | Арена Металлург Арена 2000Арены финала Кубка Гагарина 2024 | Вместимость: 8 905 |
|                    | Арена Металлург Арена 2000Арены финала Кубка Гагарина 2024 |                    |

## Результаты матчей

### Игра № 1
Первый период первого матча получился выжидательным и не запомнился опасными моментами. В атаке больше играли хозяева. Они перебросали «Локомотив», но почти все броски Даниил Исаев легко читал и не допускал отскоков. Второй период неудачно начался для молодого таланта из Ярославля — Дмитрия Симашева. Защитник поскользнулся и ударился о борт, после чего в него, уже лежачего, врезался Игорь Гераськин. Также команды обменялись удалениями, которые не смогли реализовать. Первую шайбу в матче зрители ждали до 43-й минуты. «Локомотив» активно начал третий период и справедливо повел в счете. Артур Каюмов выдал шикарную передачу Максиму Берёзкину, который неотразимо бросил в верхний угол. Но долго держать счет в матче хозяева не дали. И после череды рикошетов Александр Петунин вывел Никиту Михайлиса на выгодную позицию, откуда он не промахнулся в пустой угол ворот. Матч плавно шел к овертайму, но своим удалением Александр Полунин оставил «Локомотив» в меньшинстве. И в большинстве, с передачи Игоря Гераськина и Робина Преса, Петунину удалось забросить шайбу за 2 минуты до конца матча. Главный тренер ярославцев принял решение о снятии вратаря, но это не помогло сравнять счет в матче.
«Металлург» повёл в серии 1 — 0.
| 18 апреля 2024 17:00 | Металлург | 2 : 1 (0:0, 0:0, 2:1) | Локомотив | Арена Металлург, Магнитогорск Зрителей: 7 500 |

| Отчёт | Отчёт                      | Отчёт                                                  | Отчёт                                                 | Отчёт                                                                            |
| --- | -------------------------- | ------------------------------------------------------ | ----------------------------------------------------- | -------------------------------------------------------------------------------- |
| |                            |                                                        |                                                       |                                                                                  |
| | Илья Набоков — 00:00-60:00 | Вратари                                                | 00:00-58:45 — Даниил Исаев 59:19-59:50 — Даниил Исаев | Судьи: Сергей Юдаков Виктор Гашилов Линейные судьи: Максим Берсенёв Евгений Юдин |
| | Голы:                      |                                                        |                                                       | Судьи: Сергей Юдаков Виктор Гашилов Линейные судьи: Максим Берсенёв Евгений Юдин |
| Никита Михайлис — 45:14 (Александр Петунин) Александр Петунин (бол.) — 58:16 (Робин Пресс, Игорь Гераськин) | 0:1 :1 2:1                 | 42:59 — Максим Берёзкин (Артур Каюмов, Георгий Иванов) |                                                       | Судьи: Сергей Юдаков Виктор Гашилов Линейные судьи: Максим Берсенёв Евгений Юдин |
| |                            |                                                        |                                                       | Судьи: Сергей Юдаков Виктор Гашилов Линейные судьи: Максим Берсенёв Евгений Юдин |
| |                            |                                                        |                                                       | Судьи: Сергей Юдаков Виктор Гашилов Линейные судьи: Максим Берсенёв Евгений Юдин |
| |                            |                                                        |                                                       | Судьи: Сергей Юдаков Виктор Гашилов Линейные судьи: Максим Берсенёв Евгений Юдин |
| 2 мин | Штраф                      | 4 мин                                                  |                                                       | Судьи: Сергей Юдаков Виктор Гашилов Линейные судьи: Максим Берсенёв Евгений Юдин |
| |                            |                                                        |                                                       |                                                                                  |
| | 33                         | Броски                                                 | 21                                                    |                                                                                  |

### Игра № 2
Во втором матче команды понеслись вперед со стартового вбрасывания. Шайбой чаще владел «Локомотив» — опасных моментов у ворот Ильи Набокова возникло больше. Команды быстро обменялись удалениями, но не использовали большинство. К середине первого периода «Металлург» стал лучше играть в атаке и даже открыл счёт, но гол Алексея Маклюкова отменили из-за положения «вне игры». Во втором периоде «Локомотив» мог открыть счёт, когда «один на один» с Набоковым выскочил Максим Берёзкин, но он не переиграл вратаря. Два периода второго матча завершились со счетом 0:0, но моментов команды создали очень много. Первый гол состоялся в третьем периоде на 41-й минуте. Хозяева, выиграли вбрасывание в центре, организовали лихую контратаку и после входа в зону Денис Зернов все сделал сам: вышел на выгодную позицию и бросил мимо Даниила Исаева. Кроме того, Зернов мог оформить дубль, когда «Металлург» подловил «Локомотив» на смене. Гостей спас Даниил Исаев — голкипер прочитал финт Зернова, который вышел «один на один» с вратарём. Интрига накалилась в концовке матча. Уже с пустыми воротами «Локомотив» начал финальную атаку. Ярославцы успели забить за 0,6 секунд до конца матча, но гол не был засчитан. После просмотра повтора судьями было определено, что Мартин Гернат сделал передачу рукой Георгию Иванову, который забил гол.
В сумме за два матча команды забросили лишь 4 шайбы. Это новый антирекорд финалов КХЛ. Предыдущее «достижение» было установлено в финале Кубка Гагарина 2012 — 6 шайб в сумме за два матча забросили московское «Динамо» и омский «Авангард».
«Металлург» лидирует в серии 2 — 0.
| 20 апреля 2024 14:00 | Металлург | 1 : 0 (0:0, 0:0, 1:0) | Локомотив | Арена Металлург, Магнитогорск Зрителей: 7 500 |

| Отчёт                                                 | Отчёт                      | Отчёт   | Отчёт                      | Отчёт                                                                                |
| ----------------------------------------------------- | -------------------------- | ------- | -------------------------- | ------------------------------------------------------------------------------------ |
|                                                       |                            |         |                            |                                                                                      |
|                                                       | Илья Набоков — 00:00-60:00 | Вратари | 00:00-58:25 — Даниил Исаев | Судьи: Сергей Беляев Евгений Ромасько Линейные судьи: Никита Вилюгин Ярослав Париков |
|                                                       | Голы:                      |         |                            | Судьи: Сергей Беляев Евгений Ромасько Линейные судьи: Никита Вилюгин Ярослав Париков |
| Денис Зернов — 40:21 (Дмитрий Силантьев, Робин Пресс) | 1:0                        |         |                            | Судьи: Сергей Беляев Евгений Ромасько Линейные судьи: Никита Вилюгин Ярослав Париков |
|                                                       |                            |         |                            | Судьи: Сергей Беляев Евгений Ромасько Линейные судьи: Никита Вилюгин Ярослав Париков |
|                                                       |                            |         |                            | Судьи: Сергей Беляев Евгений Ромасько Линейные судьи: Никита Вилюгин Ярослав Париков |
|                                                       |                            |         |                            | Судьи: Сергей Беляев Евгений Ромасько Линейные судьи: Никита Вилюгин Ярослав Париков |
| 4 мин                                                 | Штраф                      | 8 мин   |                            | Судьи: Сергей Беляев Евгений Ромасько Линейные судьи: Никита Вилюгин Ярослав Париков |
|                                                       |                            |         |                            |                                                                                      |
|                                                       | 25                         | Броски  | 32                         |                                                                                      |

### Игра № 3
В третьем матче «Локомотив» вышел на первый период очень мотивированным. Ярославцы сразу начали матч агрессивно: крайние нападающие смело шли на ворота Ильи Набокова и накрывали защитников соперника. «Локомотив» создавал моменты и нагружал вратаря соперника. Первую длинную смену провело первое звено, в котором могли забивать и Максим Берёзкин, и Артур Каюмов, и Георгий Иванов, но с бросками справлялся Набоков. Такая агрессивная игра дала свои плоды — в контратаке забил Степан Никулин. Но Андрей Разин взял тренерский запрос на положение вне игры — гол отменён. Это уже третья шайба в этом финале, отменённая после просмотра. Во втором периоде «Локомотив» стал играть еще быстрее и агрессивнее, но шайба упорно не шла в ворота гостей. В то же время «Металлург» продолжал действовать на контратаках. В итоге «Локомотив» свои моменты не реализовал, а «Металлург» сумел забить. Отличился Дмитрий Силантьев, результативные передачи отдали Роман Канцеров и Денис Зернов. В третьем периоде «Металлург» старался удерживать счёт. Команды обменялись удалениями, которые реализовать не смогли. Но во время большинства «Локомотива» Набоков остался без клюшки, на его ворота начался настоящий штурм, а по окончании удаления шайбу забросил нападающий ярославцев Георгий Иванов, его ассистентами стали Артур Каюмов и Максим Берёзкин. Дело дошло до овертайма, который продлился недолго. Спустя 3 минуты от начала овертайма «Металлург» здорово пошел в атаку: Александр Петунин вбросил шайбу в зону, она отбилась от борта и уже после неудачного отскока Даниил Исаев занёс шайбу в свои ворота щитками.
«Металлург» лидирует в серии 3 — 0.
| 22 апреля 2024 19:00 | Локомотив | 1 : 2 OT (0:0, 0:1, 1:0, 0:1) | Металлург | Арена 2000, Ярославль Зрителей: 7 678 |

| Отчёт                                                  | Отчёт                      | Отчёт                                                                                            | Отчёт                      | Отчёт                                                                                    |
| ------------------------------------------------------ | -------------------------- | ------------------------------------------------------------------------------------------------ | -------------------------- | ---------------------------------------------------------------------------------------- |
|                                                        |                            |                                                                                                  |                            |                                                                                          |
|                                                        | Даниил Исаев — 00:00-63:39 | Вратари                                                                                          | 00:00-63:39 — Илья Набоков | Судьи: Сергей Морозов Константин Оленин Линейные судьи: Дмитрий Сивов Александр Чернышёв |
|                                                        | Голы:                      |                                                                                                  |                            | Судьи: Сергей Морозов Константин Оленин Линейные судьи: Дмитрий Сивов Александр Чернышёв |
| Георгий Иванов — 51:57 (Артур Каюмов, Максим Берёзкин) | 0:1 :1 1:2                 | 34:56 — Дмитрий Силантьев (Денис Зернов, Роман Канцеров) 63:39 — Александр Петунин (Робин Пресс) |                            | Судьи: Сергей Морозов Константин Оленин Линейные судьи: Дмитрий Сивов Александр Чернышёв |
|                                                        |                            |                                                                                                  |                            | Судьи: Сергей Морозов Константин Оленин Линейные судьи: Дмитрий Сивов Александр Чернышёв |
|                                                        |                            |                                                                                                  |                            | Судьи: Сергей Морозов Константин Оленин Линейные судьи: Дмитрий Сивов Александр Чернышёв |
|                                                        |                            |                                                                                                  |                            | Судьи: Сергей Морозов Константин Оленин Линейные судьи: Дмитрий Сивов Александр Чернышёв |
| 2 мин                                                  | Штраф                      | 2 мин                                                                                            |                            | Судьи: Сергей Морозов Константин Оленин Линейные судьи: Дмитрий Сивов Александр Чернышёв |
|                                                        |                            |                                                                                                  |                            |                                                                                          |
|                                                        | 33                         | Броски                                                                                           | 27                         |                                                                                          |

### Игра № 4
Четвёртый матч серии «Локомотив» начал очень агрессивно. Ярославцы прессинговали соперника за чужими воротами, что помогало проводить долгие атаки в зоне Ильи Набокова. Изначально владение шайбой не приводило к забитому голу, но после быстрой атаки Ярославу Лихачёву удалось забросить шайбу в ворота вратаря гостей, ассистентами забитого гола стали Даниил Тесанов и Мартин Гернат. «Металлург» часто играл на контратаках, но переиграть вратаря им не удавалось. Кроме того, гости отметились сольным проходом Данилы Юрова, который прошел до ворот Даниила Исаева, но переиграть его не смог. Под конец первого периода у ворот Исаева завязалась массовая драка, но судьи не дали ей перерасти в побоище. Во втором периоде прибавил «Металлург». Много моментов создали Денис Зернов и Дмитрий Силантьев, шанс отличиться был и у Романа Канцерова. Хозяева пытались поймать гостей на контратаках, но шайба упорно не шла в ворота, а уже за 38 секунд до конца второго периода отличился Денис Зернов, закопав шайбу на пятаке хозяев. Его ассистентами стали Дмитрий Силантьев и Артём Минулин. Однако Игорь Никитин хотел оспорить забитый гол, взяв тренерский запрос на помеху вратарю. Запрос успехом не увенчался и «Локомотив» остался в меньшистве, которое в третьем периоде «Металлург» не реализовал. Но после удаления Егора Аверина, нападающий «Металлурга» Даниил Вовченко, с передач Игоря Гераськина и Александра Петунина, забросил шайбу и сделал счёт в матче 2:1. «Локомотив» отчаянно пытался отыграть одну шайбу, но гости держали шайбу в зоне хозяев и не дали шанса на равенство в счёте. «Металлург» — чемпион Кубка Гагарина 2024!
«Металлург» побеждает в серии 4 — 0.
| 24 апреля 2024 19:00 | Локомотив | 1 : 2 (1:0, 0:1, 0:1) | Металлург | Арена 2000, Ярославль Зрителей: 7 846 |

| Отчёт                                                   | Отчёт                                                 | Отчёт | Отчёт                      | Отчёт                                                                               |
| ------------------------------------------------------- | ----------------------------------------------------- | --- | -------------------------- | ----------------------------------------------------------------------------------- |
|                                                         |                                                       | |                            |                                                                                     |
|                                                         | Даниил Исаев — 00:00-57:16 Даниил Исаев — 58:14-60:00 | Вратари | 00:00-60:00 — Илья Набоков | Судьи: Максим Сидоренко Иван Фатеев Линейные судьи: Артём Савенков Дмитрий Головлёв |
|                                                         | Голы:                                                 | |                            | Судьи: Максим Сидоренко Иван Фатеев Линейные судьи: Артём Савенков Дмитрий Головлёв |
| Ярослав Лихачёв — 08:33 (Даниил Тесанов, Мартин Гернат) | 1:0 1:1 1:2                                           | 39:22 — Денис Зернов (Дмитрий Силантьев, Артём Минулин) 51:10 — Даниил Вовченко (бол.) (Александр Петунин, Игорь Гераськин) |                            | Судьи: Максим Сидоренко Иван Фатеев Линейные судьи: Артём Савенков Дмитрий Головлёв |
|                                                         |                                                       | |                            | Судьи: Максим Сидоренко Иван Фатеев Линейные судьи: Артём Савенков Дмитрий Головлёв |
|                                                         |                                                       | |                            | Судьи: Максим Сидоренко Иван Фатеев Линейные судьи: Артём Савенков Дмитрий Головлёв |
|                                                         |                                                       | |                            | Судьи: Максим Сидоренко Иван Фатеев Линейные судьи: Артём Савенков Дмитрий Головлёв |
| 8 мин                                                   | Штраф                                                 | 4 мин |                            | Судьи: Максим Сидоренко Иван Фатеев Линейные судьи: Артём Савенков Дмитрий Головлёв |
|                                                         |                                                       | |                            |                                                                                     |
|                                                         | 28                                                    | Броски | 30                         |                                                                                     |

| Обладатель Кубка Гагарина 2024        |
| ------------------------------------- |
| Металлург (Магнитогорск) третий титул |